# Парижка община (сграда)
Парижката община (на френски: Hôtel de ville de Paris) е административна сграда в Париж, столицата на Франция, седалище на градската община.
Разположена е на Площада на общината в центъра на града, на десния бряг на Сена срещу Ил дьо ла Сите. Седалището на общината се намира на това място от 1357 година, но съвременната сграда е построена след 1533 година в ренесансов стил по проект на Доминик дьо Кортон и Пиер Шамбиж. Тя е полуразрушена от пожар по време на Парижката комуна, след което е възстановена със значително изменен интериор по проект на Теодор Балю и Едуар Дьоперт.